# ポルシェ・924
ポルシェ924（Porsche 924 ）は、ポルシェが1975年に発売した2+2乗り、FRレイアウトのスポーツカー。

## 概要

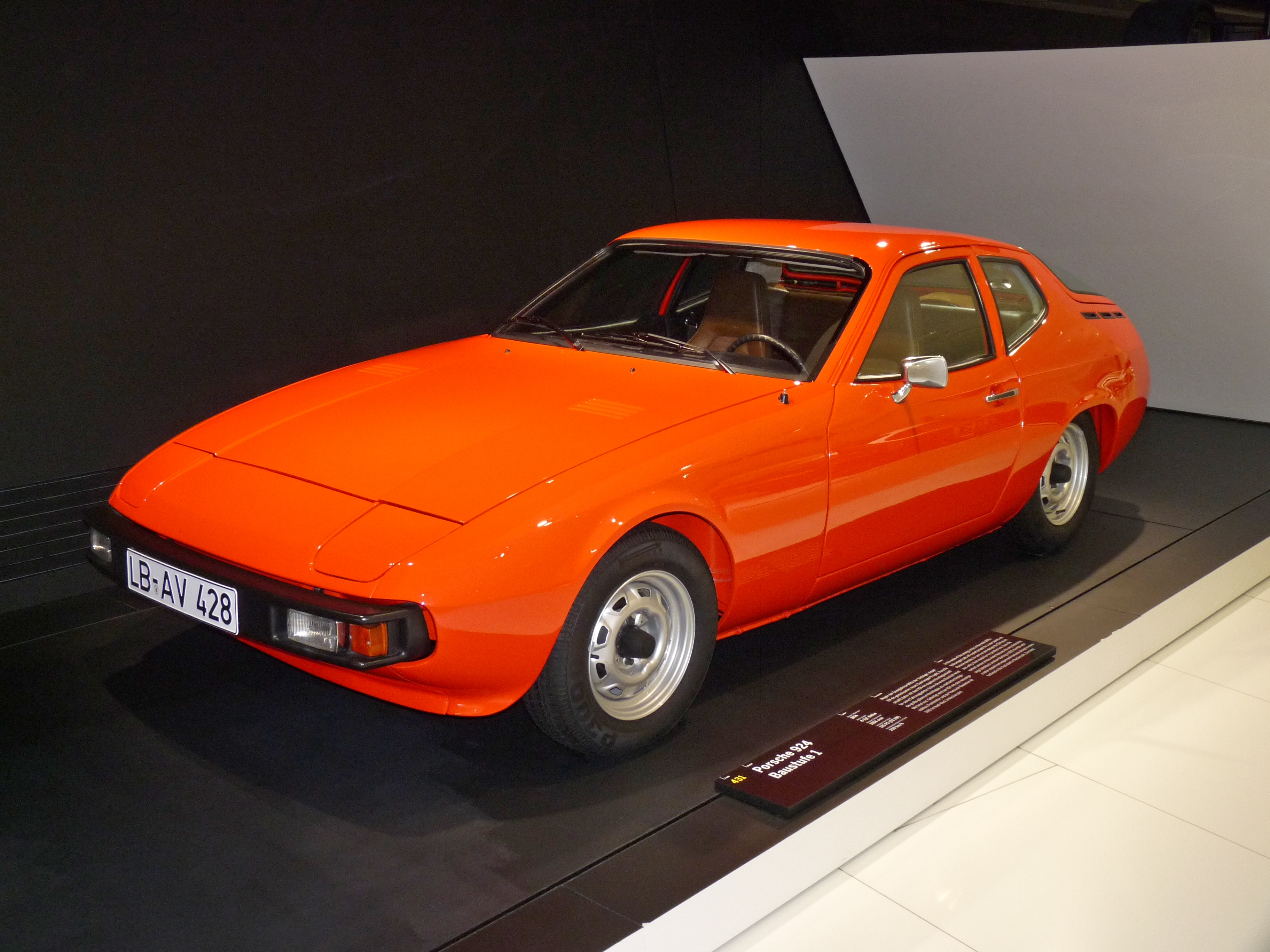
924プロトタイプ（1974年）

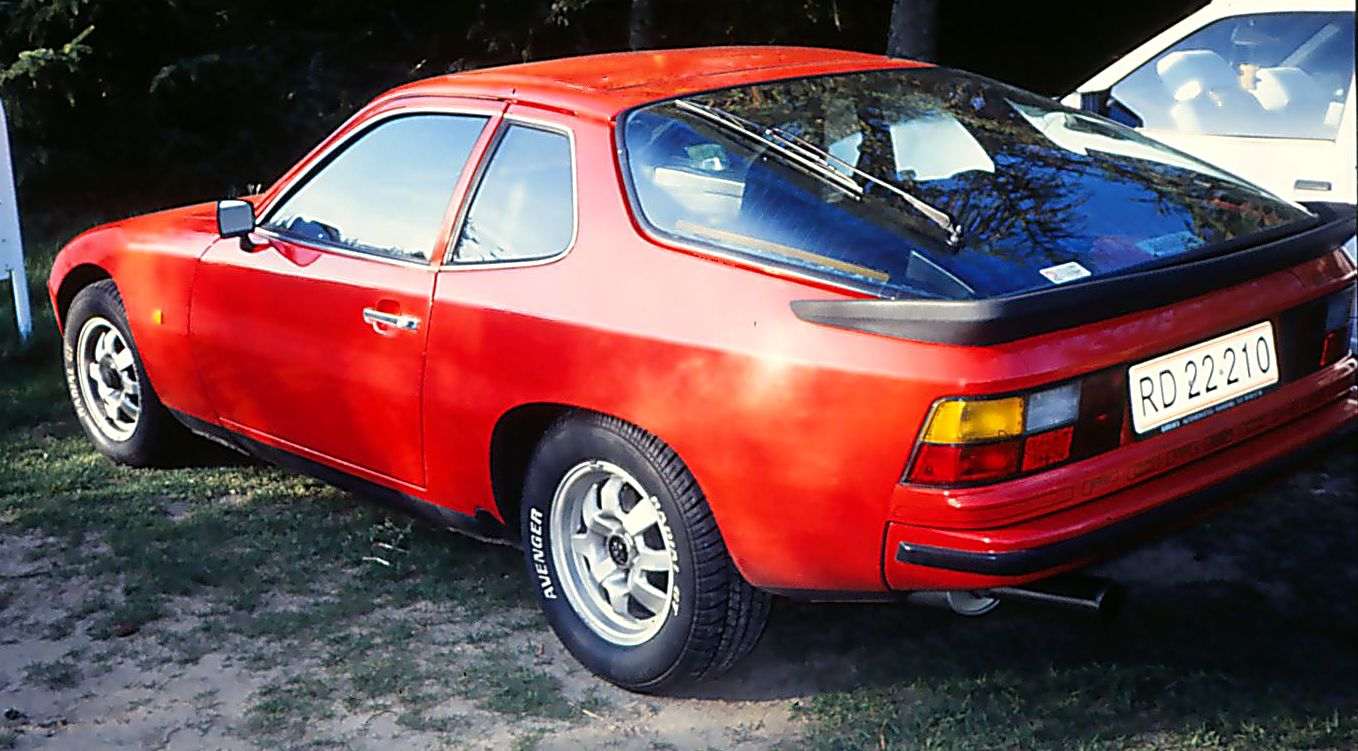
924（1976年型）

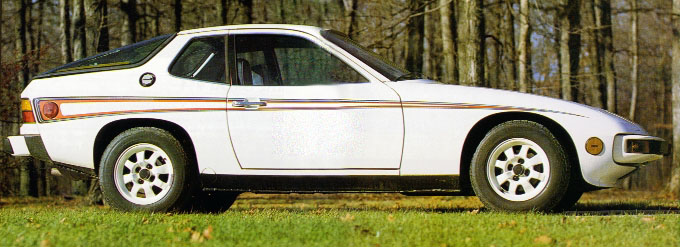
924（1977年型）

ポルシェ一族から1972年に経営を引き継いだエルンスト・フールマンのもと、新世代のポルシェとして設計され1975年に発売された。マーケティング上では914の後継車種にあたり、914と同じく911よりも下の市場をターゲットとしていた。そのため価格も911より安く設定されていた。
当初はフォルクスワーゲン（VW）との共同開発で「フォルクスワーゲン・アウディ・スポーツ」として開発が進められていた。部品共有によるコスト削減や、VWの生産ラインを使用することでの量産化等が前提であったが、同社の経営陣の交代による開発中止により、最終的にポルシェが案件を買い取って独自に開発されることになった。生産はNSUの本拠地であったアウディ・ネッカーズルム工場に委託された。
開発の初期段階では部品の共用化を考慮し、前輪駆動の採用も検討されたが、当時の前輪駆動技術ではポルシェが理想とする高度な操縦性の獲得が困難であったために断念された。先代の914では高度な操縦性の獲得のためにミッドシップレイアウトが採用されたが、その代償としてそれまでのポルシェ車の特徴であった2座の後部座席が設置できなくなり、トランクが前後に分かれるなど実用性の点でユーザーに不便を強いた。この反省から924の開発にあたっては実用性も大いに重視され、実用性と高い操縦性を兼ね備えたFR（フロントエンジン・リアドライブ）レイアウトを採用した。
前後ブレーキ（前ディスク、後ドラム）はフォルクスワーゲン・K70から、ドライブシャフトはフォルクスワーゲン・タイプ181から、フロントサスペンション（ストラット部）、ステアリング系統、ヒーターユニット等はフォルクスワーゲン・ゴルフから、フロントサスペンション（ロアアーム部）はフォルクスワーゲン・シロッコから、リアサスペンションはフォルクスワーゲン・タイプ1から、エンジンはアウディ・100からなど、フォルクスワーゲンおよびアウディ各車の部品を多数流用することでコスト削減が図られているが、その選択と組み合わせは深く吟味されたもので、当時としては第一級のスポーツカーに仕立てられていた。
量産車の部品を多用していることから一部には「本物のポルシェではない」と揶揄する声もあったが、安価かつ安定供給される量産車の部品を多用し、コストを抑えつつ高品質かつ高性能なスポーツカーを造るという思想はポルシェ生産車第一号の356から続く手法である。
基本構成はその後も1983年登場の944を経て、1991年登場の968まで受け継がれた。
エンジン
フォルクスワーゲン・LT（en:Volkswagen LT ）用に開発されアウディ・100に搭載された水冷直列4気筒OHV1,871ccエンジンをベースとしているが、内径φ86.5mm×行程84.4mmで排気量を1,983ccに拡大し、コグドベルトによりSOHC化、ボッシュKジェトロニックインジェクションを装備するなどの改良が施されている。スペックはヨーロッパ仕様で最高出力125PS/5,800rpm、最大トルク16.8kgm/3,500rpm。日本仕様は当初、昭和51年排出ガス規制に適合させるため最高出力100PS/5,500rpm、最大トルク15.6kgm/3,500rpmであったが、1977年後半から圧縮比が8.5に上げられ、最高出力115PS/5,750rpm、最大トルク15.9kgm/3,500rpmに向上した。
駆動系
高度な操縦性を実現すべく重量配分は特に重視され、トランスミッションと差動装置を一体化して後輪車軸に直結する後輪トランスアクスルを採り、重量配分を前後でほぼ同一とした。このトランスアクスルには、縦置きエンジンの前輪駆動車であるアウディ・100のトランスアクスルをほぼそのまま流用している。トランスミッションは、発売当初は4速マニュアルトランスミッション（MT）のみの設定で、1977年後半に3速オートマチックトランスミッション（AT）仕様が加わり、1978年にはMTが5速になった。
スタイリング
当時のチーフ、アントワーヌ・ラピーヌの元で若きハーム・ラガーイが担当した。リトラクタブル・ヘッドライトや曲面ガラスのリアハッチゲート等を用いた当時としては斬新なデザインは、様々なスポーツカーにデザイン的影響を与え、マツダ・サバンナRX-7等の類似デザイン車も多く登場した。

### 924ターボ
当時のポルシェのフラッグシップモデルである928と、エントリーモデルにあたる924とのラインナップ上の大きな隙間を埋めるため、1978年に登場した924の高性能モデルである。当初は911の後継車の本命と目されていた。
日本には三和自動車（現在のミツワ自動車）によって1979年から輸入され、1983年に上級車種944の充実に伴い生産終了となった。
KKK製K26型ターボチャージャーを装着したこのエンジンは、既存のエンジンにただターボチャージャーを装着するだけでなくシリンダーヘッドも新設計され、補機類の配置もそれまでの924とは異なるなど、エンジン本体にも手が加えられていた。また、オイルクーラーも装着された。エンジン型式はM31/50型。トランスミッションはポルシェ自製の5速MTのみと組み合わせられる。
増大した出力に対応するため足回りも強化され、サスペンションは前後ともスタビライザーが追加され、ビルシュタイン製強化ダンパーが装備された。ブレーキは前後ともに通風式ディスクに改められ、ホイールは6J15インチに、タイヤは185/70VR15にグレードアップされた。また16インチホイールと205/55-16サイズのピレリP7タイヤが装着されたものもあった。
外観ではノーズ先端に4つのエアインテーク、フロントバンパー下にスリット、エンジンフード上にNACAダクトが設けられた。リアスポイラーも装備されたが、日本仕様では法規上の問題から非装備となった。

### 924S

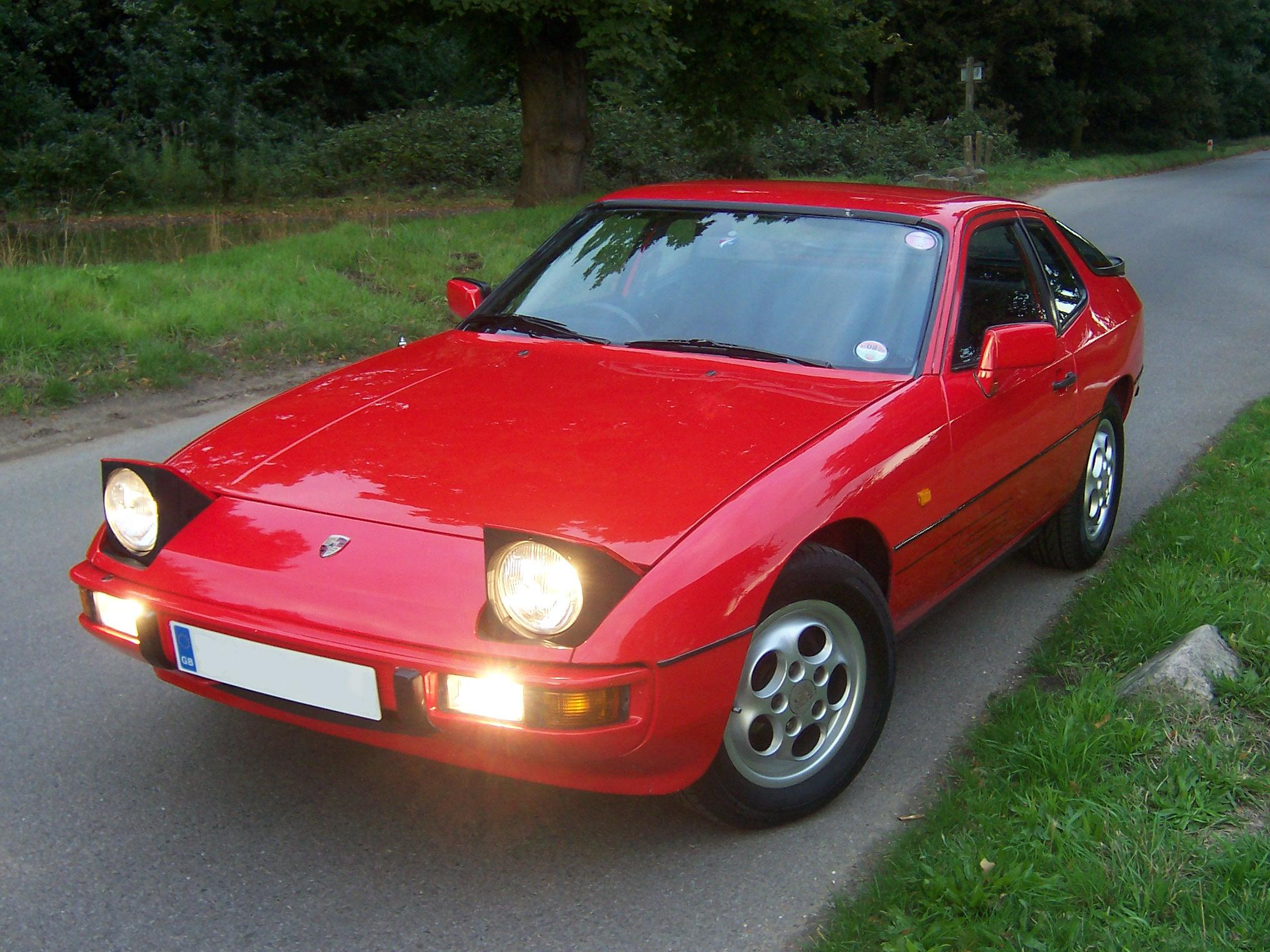
ポルシェ・924S

924の進化版として1986年にドイツ本国で発売され、1987年に日本にも輸入された。944と同じ自社製の排気量2,479ccのM44型エンジンを搭載し、圧縮比9.5で最高出力155PS/5,500rpm、最大トルク20.2kgm/3,000rpmを発生する。燃料供給はボッシュLジェトロニックで、トランスミッションは5速MTと3速ATから選択できた。ブレーキはベンチレーテッドディスクで、外装ではリアスポイラーが装着された。

## 評価
販売は順調に推移し、生産開始5年目の1981年2月4日には10万台目がラインオフした。これと比較し356は17年で総生産台数7万9千台に過ぎず、911は10万台生産まで12年掛かっている。
スポーツカーの命ともいえる操縦性の面でも、リアエンジンレイアウトによる直進安定性の悪さやオーバーステア特性の強い操縦性に長年悩まされた上級車種の911よりも、トランスアクスルレイアウトによる良好な重量配分を持つ924は先天的に高いポテンシャルを持ち、カレラGTを911モデルのレース専用車である935から後任のレース専用車としてメーカーがスライドさせようとしていた。しかし元々のエンジンベイが小さく、パワーアップに限界があることから、最終的にレースでの主力にはなり得なかった。
後期には日産・フェアレディZやマツダ・RX-7などのより安価なライバルの台頭などにも悩まされたが、後の944や968の原型となり長寿を保つなど、ビジネス的にも車両の設計の面でも総じて成功であった。

## モデル
1975年
- 924 - 当初グレードはこれだけであった。

1976年
三和自動車（現在のミツワ自動車）の手で日本への輸入が始まった。
- 924 - 当時の日本での販売価格は4速MT仕様438万円。ノーマルは5.5J14inスチールホイール、165HR14タイヤ。
- 924S - 前後スタビライザー、強化ダンパー、6J14inアルミニウム合金鍛造ホイール、185/70HR14タイヤのスポーツキットや本革ステアリング、リアワイパーなどを装備したもの。当時の日本での販売価格は4速MT仕様488万円。

1977年
後半から日本仕様のエンジンの圧縮比が8.5に上げられて115PS/5,750rpm、15.9kgm/3,500rpmに強化され、3速オートマチックトランスミッションがオプション設定された。
- 924
- 924S

1978年
ターボが追加された。マニュアルトランスミッションがポルシェ製5速になった。
- 924
- 924S
- 924ターボ - ヨーロッパ仕様で170PS、25kgm、日本仕様はブースト圧0.7バールで150PS/5,500rpm、21.0kgm/3,500rpm。

1979年
- 924
- 924ターボ - 645万円。
- 924ターボS - 5穴16inアルミニウム合金鍛造ホイール、205/55のピレリP7タイヤ、928用ベンチレーテッドディスク、ビルシュタイン製サスペンションなどを装備した豪華版で710万円。

1980年
マニュアルトランスミッションがアウディ製5速になった。
- 924
- 924ターボ
- 924カレラGT（1980年限定発売） - 1980年のル・マン24時間レースに参加し6位に入賞、同名のデチューンバージョンが400台市販され[4]、グループ4のホモロゲーションを取得した。日本に正規輸入されたのはシャシナンバー92ZBN700060の1台のみ[5]である。エンジンは1,983ccのM31/50型であるがピストンがカールシュミット製の鍛造になっており、インタークーラーも装備している。圧縮比は8.5、ボッシュKジェトロニックで210PS/6,000rpm、28.0kgm/3,500rpm[5]。ポリウレタン製オーバーフェンダーが装着され、そのデザインはポルシェ・944に踏襲された。スタビライザはフロントφ23mm、リアφ16mmに強化されている。

1981年
- 924
- 924ターボ - ヨーロッパ仕様177PS、日本仕様160PSに強化された。
- 924カレラGTS（1981年限定発売） - 924カレラGTをさらに高度にチューンしたもの。エンジンは1,983cc、圧縮比8.0のままであるが245PS/6250rpm、34kgm/3,000rpmに出力向上している。トレッドはフロント1,475mm、リア1,481mm。リトラクタブル・ヘッドライトは廃止されている。有力プライベーターによりラリーに参戦、ヴァルター・ロールが1981年のヘッセンラリーで優勝している。
- 924カレラGTR（1981年限定発売） - 924カレラGTをさらに高度にチューンしたもの。エンジンは1,983ccのままであるが圧縮比を7.0に下げることでKKK製K27型ターボチャージャーのブースト圧を1.5バールに上げ、375PS/6,400rpm、40.5kgm/5,600rpmを発揮するM31/70型。車輛重量は945kg。トレッドはフロント1,534mm、リア1,504mm。リトラクタブル・ヘッドライトは廃止されている。生産台数はプロトタイプ2台、市販15台と言われている[6]。

1982年
944の輸入開始に伴い、この年輸入が中止された。
- 924 - タイヤは185/70HR14。
- 924ターボ - 160PS/5,750rpm、21.4kgm/3,500rpm[7]。

1983年
本国で924ターボの製造が終了された。
1986年
本国で924がポルシェ924Sに切り替わったがこの年は日本には輸入されなかった。ホイール前後とも6J15in、タイヤ195/65VR15。
1987年
日本への再輸入が始まった。5速MT仕様で535万円、3速AT仕様で550万円。
- ポルシェ924S

1988年
圧縮比が10.2に向上され160PS/5,900rpm、21.4kgm/4,500rpm。最高巡航速度は218km/h。
- 924S
- 924Sクラブスポーツ（1988年限定発売） - MT5速12台625万円、AT3速8台640万円の限定。ホイールは前6J15in、後7J15in。タイヤは前後とも195/65VR15。